# Pseudocalamobius okinawanus
Pseudocalamobius okinawanus là một loài bọ cánh cứng trong họ Cerambycidae.